# Somme-Tourbe

Somme-Tourbe este o comună în departamentul Marne, Franța. În 2009 avea o populație de 147 de locuitori.